# (9859) Van Lierde
(9859) Van Lierde (1991 PE5) – planetoida z pasa głównego asteroid okrążająca Słońce w ciągu 4,88 lat w średniej odległości 2,88 j.a. Odkryta 3 sierpnia 1991 roku.